# CV-80
La CV-80 es una autovía autonómica perteneciente a la Generalidad Valenciana de nueva construcción sobre parte del trazado de la CV-80 original. Conecta las autovías  A-31  (Alicante-Madrid) y  A-7  (Alicante-Alcoy).

## Nomenclatura

Indicador

La carretera CV-80 pertenece a la red de carreteras de la Generalidad Valenciana. Su nombre está formado por: CV, que indica que es una carretera autonómica de la Comunidad Valenciana; y el 80 es el número que recibe según el orden de nomenclaturas de las carreteras de la CV.

## Historia
La CV-80 es una autovía de nueva construcción que pretende sustituir las carreteras A-210 que comunicaban Alcoy y Villena y la A-211 que comunicaba Sax con Castalla.

## Trazado actual
Une las poblaciones de Sax y Castalla y tiene 14 km de longitud. Construida para mejorar la comunicación entre las comarcas de la Hoya de Alcoy y el Vinalopó, puede soportar una circulación de hasta 12.000 vehículos diarios, a pesar de que en la actualidad es escasa su utilización.

## Tramos
| Identificador | Tramo                      | Kilómetros | Año servicio |
| ------------- | -------------------------- | ---------- | ------------ |
| CV-80         | Sax A-31 - Castalla CV-806 | 16         | 2005         |
| CV-80         | Castalla CV-806 - A-7      | 4          | 2005         |